# Kostermanthus malayanus
Kostermanthus malayanus là một loài thực vật có hoa trong họ Cám. Loài này được (Kosterm.) Prance mô tả khoa học đầu tiên năm 1979.